# Decabroomdifenylethaan
Decabroomdifenylethaan (DBDPE) of 1,2-bis(pentabroomfenyl)ethaan is een gebromeerde vlamvertrager die gebruikt kan worden in thermoplastische kunststoffen zoals polyolefinen, ABS of polystyreen, evenals in thermohardende kunststoffen zoals epoxy- en fenolharsen. Deze vlamvertrager wordt sedert begin jaren '90 van de 20e eeuw geproduceerd en is een alternatief voor polygebromeerde difenylethers (PBDE). Tegenover deze laatste heeft het als voordeel dat het bij pyrolyse geen dioxines vormt en slechts sporen van 2,3,7,8-tetrabroomdibenzofuraan. Het is wel duurder dan de vergelijkbare difenylether (decabroomdifenylether).
DBDPE wordt geproduceerd door diverse fabrikanten onder verschillende merknamen door al dan niet partieel gebromeerd 1,2-difenylethaan met een overmaat aan dibroom te laten reageren in aanwezigheid van een Lewiszuur (bijvoorbeeld aluminiumchloride) als katalysator.
De aanwezigheid van DBDPE in het milieu is inmiddels reeds aangetoond, onder meer in het sediment van de Westerschelde.